# Fairey Ferret
El Fairey Ferret fue un biplano británico de propósitos generales de la década de 1930, diseñado y construido por la Fairey Aviation Company. Tuvo un buen desempeño en las pruebas, pero no se ordenó su producción.

## Diseño y desarrollo
El Ferret fue diseñado para cubrir un requisito de la Fleet Air Arm definido por la Especificación 37/22 para un avión de reconocimiento; fue el primer diseño totalmente metálico de la compañía. Ante la falta de interés por parte de la FAA, la compañía propuso el diseño para cubrir un requisito de la Real Fuerza Aérea para un biplano de propósitos generales.
La compañía construyó tres prototipos, dos de ellos de tres plazas (para cubrir los requisitos navales) y el tercero de dos plazas. El Ferret III de dos plazas también estaba equipado con un nuevo montaje artillado de alta velocidad diseñado por Fairey en la cabina trasera. El primer prototipo voló por primera vez en junio de 1925, propulsado por un motor radial Armstrong Siddeley Jaguar IV de 298 kW (400 hp). Los otros dos aviones tenían una extensión de nueve pulgadas en la envergadura y ambos estaban equipados con un motor radial Bristol Jupiter de 317 kW (425 hp).
El avión tuvo un buen desempeño durante las pruebas en RAF Martlesham Heath, pero no se ordenó su producción.

## Variantes

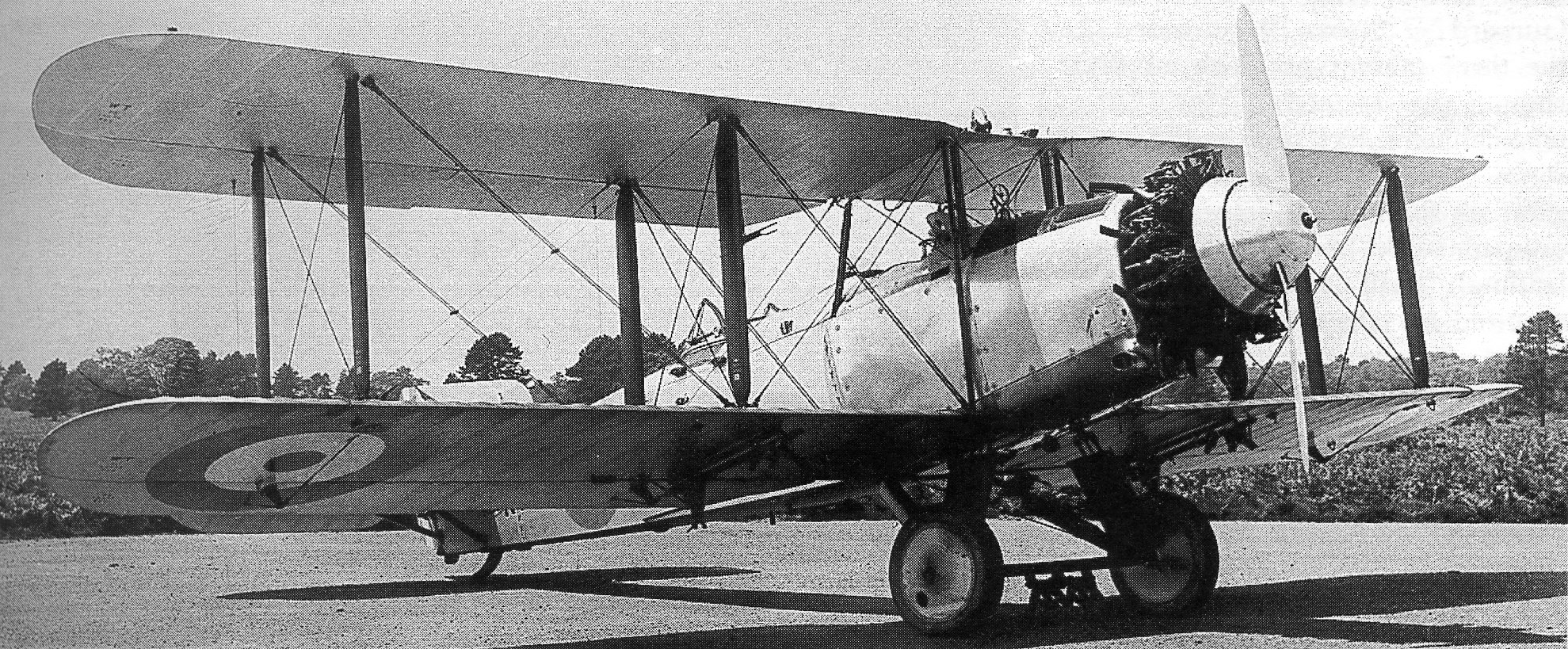
Fairey Ferret I.

Ferret Mk.I
Prototipo de tres asientos propulsado por un motor radial Armstrong Siddeley Jaguar IV de 298 kW (400 hp), una unidad construida.
Ferret Mk.II
Prototipo de tres asientos propulsado por un motor radial Bristol Jupiter de 317 kW (425 hp), uno construido.
Ferret Mk.III
Prototipo biplaza propulsado por un motor radial Bristol Jupiter de 317 kW (425 hp), uno construido.

## Especificaciones (Ferret III)
Referencia datos: Orbis

### Características generales
- Tripulación: Dos
- Longitud: 9 m (29,5 ft)
- Envergadura: 12,4 m (40,6 ft)
- Altura: 3,1 m (10,2 ft)
- Superficie alar: 35,3 m² (380 ft²)
- Peso vacío: 1172 kg (2583,1 lb)
- Peso cargado: 2161 kg (4762,8 lb)
- Planta motriz: 1× motor radial de 9 cilindros refrigerado por aire Bristol Jupiter VI.
  - Potencia: 317 kW (437 HP; 431 CV)
- Hélices: Bipala de paso fijo

### Rendimiento
- Velocidad máxima operativa (Vno): 217 km/h (135 MPH; 117 kt) a 1524 m (5000 pies)
- Techo de vuelo: 4725 m (15 502 ft)
- Régimen de ascenso: 4,7 m/s (919 ft/min) (inicial)[2]

### Armamento
- Ametralladoras: 

  - 1x Vickers de 7,7 mm frontal fija (en el lado de estribor del fuselaje)
  - 1/2x Lewis de 7,7 mm flexible en cabina trasera
- Bombas: Hasta 227 kg bajo las alas

## Aeronaves relacionadas

### Aeronaves similares
- Potez 25
- Bristol Type 93A Beaver
- De Havilland DH.65 Hound
- Fairey IIIF
- Gloster Goral
- Hawker Hedgehog
- Vickers 131 Valiant
- Vickers 116 Vixen V
- Westland Wapiti